# Дроздов Остап Петрович
Остап Петрович Дроздов (нар. 24 січня 1979, Львів) — український письменник, журналіст, ведучий програми «Drozdov» та політичного ток-шоу «Прямим текстом».
Програма «Прямим текстом» до 2019 року виходила на телеканалі ZIK. Після придбання каналу Тарасом Козаком (близьким до проросійського політика Медведчука), Дроздов покинув телеканал. У деяких ЗМІ журналіст звинувачується в українофобії і розпалюванні міжнаціональної ворожнечі.

## Життєпис

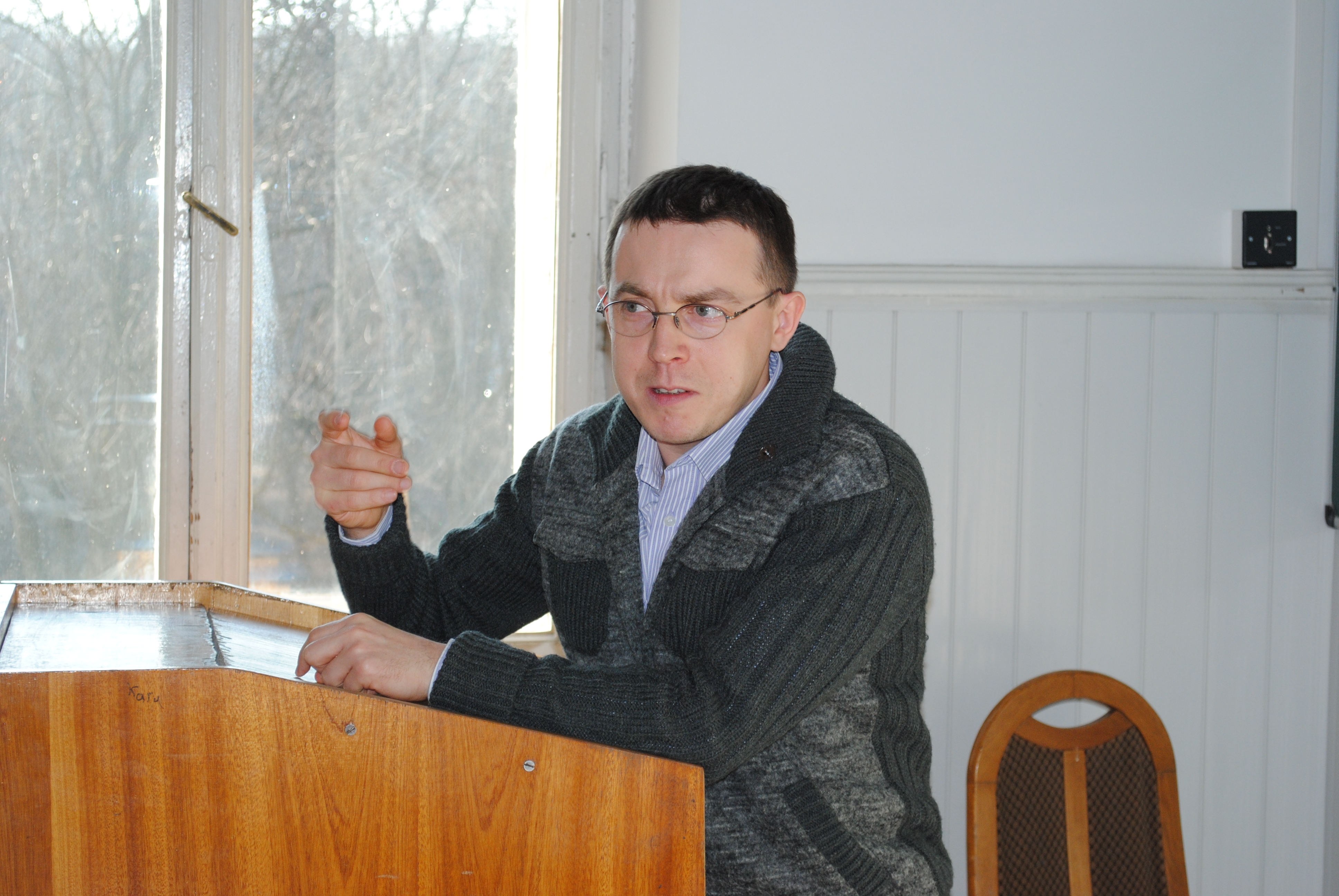
2014 рік

Дроздов зазначає, що має російське прізвище, хоча і не є етнічним росіянином. Дитинство минуло у Миколаєві на Львівщині. Мати — викладач у музичній школі, батько залишив сім'ю, коли Остап мав чотири роки. Виховувався матір’ю разом із сестрою. Батько родом з Волині, у радянські часи виїхав на заробітки на Урал, де згодом створив нову сім’ю, мав доньку й помер у 2015 році.
Остап закінчив музичну школу за класом флейти й фортепіано.
2001 року з відзнакою закінчив факультет журналістики Львівського університету ім. Франка. У журналістиці з 1998 року. Працював кореспондентом газети «Поступ», заступником головного редактора «Аргумент-газети», головним редактором тижневика «Аргумент-влада».
2007—2019 — автор та ведучий авторської політичної програми «Прямим текстом» на телеканалі ZIK, провів більше тисячі ефірів з політиками усіх рівнів.
2014—2019 — автор та ведучий хард-ток-шоу «Drozdov» на телеканалі ZIK, гостями були головні українські ньюзмейкери тижня.
З вересня 2019 веде авторську програму «Drozdov прямим текстом», яка виходить на телеканалі НТА і ютуб-каналі DROZDOV.

## Погляди. Критика
Культуролог і публіцист Ігор Лосєв називає Дроздова українофобом. Журналіст Сергій Грабовський констатує відкидання Дроздовим традиційних українських цінностей.

### Політичні погляди
Відомо що Остап Дроздов підтримував ідею федералізації України в часи режиму Януковича.
7 березня 2014 року заявив, що окупація та тимчасова анексія Криму призведе до міжнародної ізоляції Росії на десятиліття вперед. 18 березня по інтернет-зв'язку висловив думку на спектаклі-лекції «Справжня історія України», яку провели в московському Центру Мейерхольда.
25 липня, під час війни на сході України, виступив із підтримкою ініціативи «Мобілізація = Геноцид» і закликав українців об'єднуватись проти мобілізації кого-небудь, крім добровольців і професійних силовиків, до лав української армії. Проти антимобілізаційної кампанії, ініційованої Остапом Дроздовим, виступили, зокрема, деякі громадські активісти Львова. Голова Львівської ОДА Ірина Сех надіслала голові СБУ та Генпрокурору України звернення, в якому попросила перевірити публічні висловлювання телеведучого на відповідність Конституції України та Закону України «Про основи національної безпеки України».
Впродовж АТО і ООС заявляв про неможливість повернення окупованих територій і наголошував про їх непотрібність.
20 жовтня 2016 року під час круглого столу в Івано-Франківську, присвяченому захисту прав і свобод переселенців на Прикарпатті, Дроздов назвав внутрішніх переселенців «втікачами», «гостями» та винуватцями війни. Ця заява, що розпалює ворожнечу між мешканцями сходу і заходу України, обурила присутніх на круглому столі донеччан та луганців.
26 жовтня 2019 року у програмі «Рандеву» на 5-му каналі порівняв жителів тимчасово окупованих територій Донбасу з парнокопитними тваринами.

### Мовне питання
Дроздов є відомим і радикальним противником російської мови в Україні.
25 липня 2017 року Дроздов вигнав з ефіру гостя своєї програми «Прямим текстом» Юрія Романенка, головного редактора інтернет-видання «Хвиля», за відмову говорити українською в ефірі. Згодом ведучий пояснив свої дії в есе про захист української мови.

### Діяльність під час повномасштабного вторгнення
Під час російського вторгнення Дроздов регулярно публікував матеріали на соціально-політичні теми у своєму ютуб-каналі DROZDOV а також на регіональному львівському телеканалі.
Остап регулярно і систематично закликає до перемовин із російським режимом, піддавав сумніву територіальний суверенітет України і прямо закликав до територіальних втрат заради призупинення війни, окремо виділяючи важливість належності Криму до Росії, доцільність мобілізації та обмеження виїзду чоловіків за кордон. Разом із популяризацією еміграції з України, Остап скептично ставиться і критикує ідеї міграції з інших країн до України. Остап ставить під сумнів військові операції ЗСУ та покладає провину за ситуацію на полі бою на Україну.
Остап Дроздов у своїх відео поширює тези російської пропаганди під виглядом об'єктивних західних оцінок, перебільшує важливість РФ та применшує важливість України, називаючи РФ важливим геополітичним гравцем, регулярно поширює свою думку про неможливість відновлення української влади на усій території, у тому числі через небезпеку ядерного конфлікту з РФ. Дроздов заявляв що в Росії немає диктатури.
Неодноразово заявляв про неможливість військової перемоги України а також поширював недостовірну інформацію про те що «шанси військової перемоги України не розцінює жодна розвідка світу, жоден жодне в відомство оборони світу, не знайдете ні в світовій пресі ніде ні на яких платформах аналітичних тезу про те що суто військова перемога України можлива».
При цьому гостро критикує українську владу, насамперед Володимира Зеленського, називаючи його «бункером» а владу загалом — «мародерами». Коментуючи зміни в уряді, говорив, що йому «чхати на то всьо», бо в Україні, мовляв, панує «царат» та «авторитарна одноосібщина».
У відео, опублікованим 24 червня 2024 року, стверджує що «повна окупація України не вигідна Росії і не може втілитися».

## Особисте життя
Меломан. Улюблені напрямки — соул і джаз.

### Романи
- Остап Дроздов. № 1. Роман-вибух. — Київ: Вид-во Анетти Антоненко, 2016. — 256 с. — ISBN 978-617-719-252-6.[51][52]
- Остап Дроздов. № 2. — Київ: Вид-во Анетти Антоненко, 2017. — 288 с. — ISBN 978-617-719-273-1.